# Вулиця Степана Шагайди (Тернопіль)
Вулиця Степана Шагайди — вулиця в житловому масиві «Східний» міста Тернополя. Названа на честь українського актора театру і кіно Степана Шагайди.

## Відомості
Розпочинається від вулиці Дівочої, пролягає на північний схід, згодом — на північний захід вглиб мікрорайону, де і закінчується. На вулиці розташовані приватні будинки.

## Транспорт
Рух вулицею — двосторонній, дорожнє покриття — асфальт. Громадський транспорт по вулиці не курсує, найближчі зупинки знаходяться на вулицях Дівочій та Антона Манастирського.